# Бейл, Роберт
Роберт Бейл, или Бойл (англ. Robert Bale, лат. Robertus Baleus, около 1410 — 1461 или 1473), известный также как Роберт Бейл Старший — английский хронист и правовед, один из летописцев средневекового Лондона и завершающего периода Столетней войны, автор «Хроники города Лондона» (лат. Chronicon Urbis Londinensis).

## Биография
Родился, по его собственным словам, в Лондоне, вероятно, около 1410 года. Неплохо владел латынью и, возможно, получил университетское образование, но точных данных об этом нет.
Согласно утверждению известного антиквария, историка и драматурга XVI века Джона Бойла, он занимался адвокатской деятельностью, служил нотариусом в лондонском Сити, затем был судьёй по гражданским делам. Гипотеза британского историка Чарльза Летбриджа Кингсфорда, отождествившего его с неким Джоном Бейлом, городским писарем, не нашла убедительных доказательств. 
Не позже 1438 года Бейл вступил в брак с некой Агнес Хаунсард, о детях от этого брака ничего неизвестно. 
Умер в Лондоне между 1461 и 1473 годами.

## Сочинения
Не позже 1461 года составил на латыни обстоятельную «Хронику города Лондона» (лат. Londinensis Urbis Chronicon), охватывающую события с 1189 по 1460 год, собрав немало разрозненных документов и записей о достопамятных местных происшествиях, народных обычаях и городских свободах. Помимо историко-бытовых подробностей из повседневной жизни столицы Английского королевства времён Генриха VI, интересны сообщения Бейла о событиях в стране в завершающий период Столетней войны, народном восстании в Кенте под предводительством Джека Кэда (1450—1451), неудачной попытке последнего захватить Лондон и др.
По данным Джона Бойла, приведённым в его «Каталоге наиболее прославленных писателей Британии» (1548), Роберт Бейл считался автором следующих трудов:
1. «Деяния короля Эдуарда III» (лат. Gesta Regis Edwardi Tertii)
2. «Алфавит святых Англии» (лат. Alphabetum Sanctorum Angliæ)
3. «Хроника города Лондона» (лат. Londinensis Urbis Chronicon)
4. «Инструменты защиты лондонских вольностей» (лат. Instrumenta Libertatum Londini, лат. Instrumenta Libertatum Urbis)
5. «Префекты и консулы Лондона» (лат. De Préfectis et Consulibus Londini)[1].

Однако в начале XVIII века антикварий из Карлайла епископ Уильям Николсон приписывал Роберту Бейлу лишь три последние книги, ничего не сообщая об остальных.
Комментированное издание заключительной части хроники Роберта Бейла (за 1437—1460 гг.) в английском переводе осуществлено было в 1911 году профессором истории Нью-Колледжа Оксфордского университета Ральфом Фленли по единственной пергаментной рукописи середины XV века из библиотеки Тринити-колледжа в Дублине (MS. E. 509), в сборнике «Шесть городских хроник Англии». Фенли удалось установить, что в середине XVI столетия этот манускрипт оказался в Ирландии, в собрании епископа Оссори, и потому оказался недоступным для английских историков эпохи Тюдоров, включая Джон Стоу с его «Описанием Лондона» (1598), и лишь Рафаэль Холиншед воспользовался поздней копией, полученной от вышеупомянутого Джона Бойла.
Полное научное издание латинского оригинала хроники и других сочинений Бейла до сих пор не осуществлено.

## Публикации
- Bale's Chronicle // Six town chronicles of England, ed. by Ralph Flenley. — Oxford: Clarendon Press, 1911. — pp. 114–153.